# Horatiernes ed
Horatiernes ed (1784) er et oliemaleri af den franske kunstmaler Jacques-Louis David. Det regnes som nyklassicismens gennembrud og er et centralt værk i den europæiske kunsthistorie . Maleriet, som blev malet før den franske revolution, har et ekstremt patriotisk tema og var i årtier inspirationskilde for malere i den nyklassicistiske tradition. Billedet lagde grunden til Davids berømmelse og gjorde det muligt for ham at få sine egne elever. Blandt dem var C. W. Eckersberg og Jean Auguste Dominique Ingres. Billedet måler 420 x 326 cm og hænger på Louvre i Paris.

## Komposition og symbolik
Både figurernes påklædning og deres omgivelser har antikke forbilleder; deres placering og kropsholdning er en imitation af klassiske skulpturfriser. Maleriet illustrerer en romersk legende, der kendes fra Titus Livius’ værk Ab urbe condita om de romerske Horati-brødres kamp mod curatierne fra Alba Longa. Billedets tema er stærkt heroisk, men er samtidig en understregning af de tragiske følger af krigen.
Billedet viser de tre romerske brødre til venstre, deres far i midten og søstrene og moren til højre, halvt skjult i mørket. De tre brødre aflægger deres ed om at kæmpe imod curatierne ved deres egne sværd. Vi er i Roms sagntid, ifølge Livius 669 f.v.t., og byen er i krig med Alba Longa. Det er besluttet at løse striden ved en kamp mellem tre krigere fra hver by. Fra Rom Horati-brødrene, fra Alba Curati-brødrene. Som medlemmer af et patriarkalsk samfund udviser Horati-mændene på billedet ingen følelser. Stærkt oplyste og pligttro, følger de landets love. Kvinderne til højre lader deres sorg få frit løb og kryber sammen i angst og afmagt over de skæbnesvangre følger i den mørke baggrund. Dramaet forøges ved, at den ene af brødrene er gift med Sabina, som er en Curati, mens Horati-brødrenes søster Camilla er forlovet med en Curati og bliver dræbt af sin eneste overlevende bror, fordi hun sørger over tabet af sin elskede, som han dræbte.

## Teknik og symbolik
Horatiernes ed regnes som mønster for den nyklassicistiske stil, og flere af de teknikker, der kendetegner denne stilart, er anvendt i billedet:
- Baggrunden er nedtonet, mens figurerne i forgrunden er fremhævet for at understrege deres vigtighed.
- Brugen af mørke farver er en måde at vise vigtigheden af den bagvedliggende historie i forhold til motivet i sig selv.
- Billedet er meget klart opbygget.
- Fokus ligger på de klare faktuelle detaljer og mangler helt de bløde, nærmest vattede penselstrøg, der var populære i rokokokunsten.
- Penselstrøgene er dog stadig tydelige for at vise, at billedet er vigtigere end maleren.
- Det fastfrosne udtryk bruges til fremhæve rationalitet og derved distance fra rokokotiden.
- De eneste bevægelser ses hos kvinderne, som det var tilladt at vise følelser og dermed irrationalitet. Mændene skulle blot gøre deres pligt.
- Den moralsk komplekse historie er et vigtigt element i den nyklassicistiske stil.

## Modtagelse
Billedet blev fra begyndelsen beskrevet som et hovedværk, og præster, kardinaler, fyrster og prinsesser mødte op for at beundre Davids værk. Det blev mødt med mange lovord, og selv paven udtrykte ønske om selv at komme til at se Eden. David havde ønsket at få billedet med på Salonen, med det blev forsinket og fik en meget dårlig placering af hans modstandere på Akademiet. Et folkeligt krav gjorde dog at billedet blev flyttet til en bedre placering.[kilde mangler]